# Studenterhue (Danmark)
En dansk studenterhue er en særlig kasket, der bæres af studenter og øvrige, som har gennemført en gymnasial uddannelse. Studenterhuen er fremstillet af lærred med sort lakskygge og forsynet med et bånd og en kokarde med dannebrogskors eller et andet emblem. Udformningen varierer efter, hvilken eksamen den repræsenterer.
Studenterhuer findes også i en række andre lande i lidt forskellige udformninger og med forskellige historie og traditioner tilknyttet.

## Historie
Studenterhuen kom i brug i Danmark efter inspiration fra de første nordiske studentermøder, der begyndte i 1845. I 1856 begyndte nogle københavnske studerende at bære en sort studenterhue med en kokarde og hvid silkesnor ude i byen. Ideen slog an, og året efter var huen udbredt blandt de københavnske studenter. Ved det skandinaviske studentermøde i København i 1862 optrådte danskerne med hvide eller sorte huer med kokarde og emblem med kors. Omkring 1870 var den sorte hue blevet enerådende, men senere begyndte en hvid hue at dukke op som en discountmodel uden kokarde til brug om sommeren. Omkring 1900 havde den hvide hue fået overtaget, og den sorte hue var blevet lidt af en sjældenhed, der nogle steder blev bevaret som en speciel hue for de klassisk-sproglige studenter.
Kvinder kunne blive studenter fra 1877, og i perioden 1900-1930 bar de sorte eller hvide kvasthuer som symbol på deres status. Det var først omkring 1930, at kvindelige studenter tog den hvide studenterhue med bordeauxfarvet bånd til sig.
Studenterhuen blev før brugt og båret som symbol hele vejen igennem en højere uddannelse, indtil kandidatfaget var bestået. I dag bæres huen som regel kun igennem tiden med studenterfesterne og lægges derefter på hylden.
Da studenterhuen kom frem , var den knyttet til den almene studentereksamen (stx), der var den eneste gymnasiale uddannelse i landet og var forbundet med status, eftersom kun meget få blev studenter. Fra 1970'erne og frem opstod de tre andre gymnasiale uddannelser: højere forberedelseseksamen (i dag hf-eksamen, hf), højere handelseksamen (i dag merkantil studentereksamen, hhx) og højere teknisk eksamen (i dag teknisk studentereksamen, htx). Fra ca. 1990 er der også kommet studenterhuer for andre ungdomsuddannelser. Det gælder bl.a. 10. klasse og erhvervsrettede ungdomsuddannelser (erhvervs-, SOSU- og andre ungdomsuddannelser). Der kommer stadig flere varianter med særligt farvebånd og emblem til, i takt med at flere faggrupper ønsker deres egen hue.
Den oprindelige sorte studenterhue forekommer oftest blandt dimittender fra de gamle katedralskoler eller evt. klassisksproglige studenter (med græsk og latin på højt niveau). Nogle steder anvendes den i stedet af gymnasieelever med matematik, fysik og kemi på højt niveau eller 5 fag på højt niveau.

## Tilknyttede traditioner
Der knytter sig en række traditioner til studenterhuen, som ganske vist har varieret gennem tiden og stadig ikke er helt ens fra sted til sted:
- Det bringer uheld at tage en studenterhue på, inden man har bestået sin sidste eksamen.
- Det er i dag almindeligt at skrive sin sidste eksamenskarakter inde midt i studenterhuens puld.
- Når man har været student i 24 timer, vendes korset i panden på hovedet, og når de næste 24 timer er gået, vendes det tilbage igen.
- Klassekammerater og venner skriver hilsner i pulden.
- Den, der har det største, og den, der har det mindste hattemål, og studenterne med det højeste og laveste gennemsnit skal give øl til hele klassen.
- Studenterhuen markeres med hak, klip osv. i forbindelse med bestemte oplevelser eller situationer (fx hak i svedbåndet for hver gang man bliver oppe og fester til solopgang, eller hak i skyggen hvis man kaster op til en fest).
- Students udkårnets navn skrives i huen ved siden af sidste eksamenskarakter.
- Frække aftaler skrives på indersiden af svedremmen.
- En bølge i svedbåndet hvis du hopper i havnen, kun iført huen.
- En firkant i svedbåndet hvis du drikker en kasse øl på 24 timer.
- Hvis studenten kommer til udpumpning rives hele skyggen af.
- Hvis studenten på hospitalet har overskud til at score sygeplejersken eller lægen, rives stormremmen af.
- En modstridende tradition siger dog at hvis man scorer sygeplejersken, får man skyggen tilbage.
- Hvis studenten kysser en af eget køn, vendes korset i panden omvendt.
- Hvis studenten har sex med huen på, klippes et lyn i svedbåndet.
- Der findes hånesange tilknyttet rivaliseringen imellem de forskellige ungdomsuddannelser.

Som et særligt privilegium fik seminarister på Jelling Statsseminarium lov til at bære studenterhue af amatørarkæologen Frederik den 7., fordi de var gået kongen til hånde under hans udgravninger af Jelling-højene. Denne tradition var bevaret helt op i 1960'erne.[kilde mangler]

## Typer af studenterhuer

### Gymnasiale studenterhuer
– tilknyttet de studieforberedende ungdomsuddannelser (de gymnasiale uddannelser og eksaminer):
| Gymnasial eksamen                                                                                              | Varighed                                           | Bånd                                         | Emblem                                                    |
| --- | -------------------------------------------------- | -------------------------------------------- | --------------------------------------------------------- |
| Almen studentereksamen (stx), det almene gymnasium (evt. taget som studenterkursus) stx-student (alm. student) | 3 år (evt. 2 år som studenterkursus)               | bordeaux (evt. sort)1                        | dannebrogskors                                            |
| Den grønlandske gymnasiale uddannelse (GU) (evt. taget som studenterkursus) GU-student (alm. student)          | 3 år (evt. 1 år som studenterkursus)               | bordeaux                                     | En rød sol over hvid baggrund, som i det grønlandske flag |
| Hf-eksamen (hf) hf-student                                                                                     | 2 år                                               | garderblåt                                   | dannebrogskors                                            |
| Merkantil studentereksamen (hhx/hh) hhx-student (handelsstudent)                                               | 3 år                                               | kongeblåt                                    | merkurstav                                                |
| Teknisk studentereksamen (htx) htx-student (teknisk student)                                                   | 3 år                                               | marineblåt                                   | "HTX"                                                     |
| Dansk-tysk studentereksamen (stx), det almene gymnasium, Petri-linjen stx-student (på Petri-linjen)            | 3 år                                               | bordeaux med påsat dansk-tysk flagbånd       | dannebrogskors                                            |
| International Baccalaureate (IB) IB-student (international student)                                            | 3 år evt. 2 år hvis første år er taget i udlandet. | sort med påsat internationalt flagbånd       | "ib" eller globe                                          |
| Erhvervsuddannelses tekniske eksamen (eux) eux-student (erhvervsteknisk student)                               | 4 - 5 år                                           | Grå med rød kant                             | "EUX"                                                     |
| Merkantil studentereksamen, international linje (hhx) hhx-student (på international linje)                     | 3 år                                               | koboltblåt med påsat internationalt flagbånd | merkurstav                                                |
| Teknisk studentereksamen, international linje (htx) htx-student (på international linje)                       | 3 år                                               | marineblåt med påsat internationalt flagbånd | "HTX"                                                     |
| Stx plus 1-årig hhx2                                                                                           | 3 år + 1 år (evt. 2 år + 1 år)                     | bordeaux (øverst) og koboltblåt (nederst)    | merkurstav                                                |
| Hf plus 1-årig hhx2                                                                                            | 2 år + 1 år                                        | garderblåt (øverst) og koboltblåt (nederst)  | merkurstav                                                |
| Htx plus 1-årig hhx2                                                                                           | 3 år + 1 år                                        | marineblåt (øverst) og koboltblåt (nederst)  | merkurstav                                                |
| Hf-Søfart | 3 år                                               | garderblåt (øverst) og maritimt flagbånd     | Anker[kilde mangler]                                      |

1Den klassiske, sorte studenterhue har sort bånd og hvid silkesnor.

2De 1-årige hhx'er, som tidligere kunne fås i forlængelse af en anden afsluttet ungdomsuddannelse findes ikke længere.

### Ikke-gymnasiale huer
– tilknyttet folkeskolen de erhvervsrettede ungdomsuddannelser
(erhvervs-, SOSU- og andre ungdomsuddannelser):
| Afgangseksamen                                                                                   | Varighed           | Bånd      | Emblem                               |
| ------------------------------------------------------------------------------------------------ | ------------------ | --------- | ------------------------------------ |
| 10. klasse-prøven (FS10) (tidl. Folkeskolens udvidede afgangsprøve, FUA) 10. klasses afgangselev | 1 år               | grønt     | dannebrogskors                       |
| Handelsskolernes grundforløb (hg) hg-afgangselev (handelsskoleafgangselev)                       | 2 ud af 4 år       | mørklilla | merkurstav                           |
| Eksamen fra landbrugsskolerne faglært landmand                                                   | 3 ½ år             | grønt     | dannebrogskors                       |
| Pædagogisk assistentuddannelse (PAU)                                                             | 2 år og 3 ½ måned  | orange    | dannebrogskors                       |
| Social- og sundhedshjælper (SOSU-hjælper)                                                        | 1 år og 2 måneder  | lyslilla  | Special kokarde eller dannebrogskors |
| Social- og sundhedsassistent (SOSU-assistent)                                                    | 2 år og 10 måneder | mørklilla | Special kokarde eller dannebrogskors |
| Frisør udlært frisørsvend                                                                        | 4 år               | lyserødt  | dannebrogskors                       |
| Slagter udlært slagtersvend (findes også som bowler)                                             | 4 år               | gult      | dannebrogskors                       |
| Særligt tilrettelagt ungdomsuddannelse (STU)                                                     | 3 år               | Lilla     | dannebrogskors eller special kokarde |

### Emblemer
I dag kan emblemet på studenterhuen varieres. Korset på studenterhuens kokarde kan være et dannebrogskors, der også forekommer i det store rigsvåben og Dannebrogsordenen. Studenterhuen kan leveres med alternative emblemer, eksempelvis:
- En davidstjerne til jøder[3]
- En halvmåne, evt. med grøn kokarde, til muslimer[3]
- Et ahornblad til ikke-troende og andre trosretninger[3]
- En rød sol over hvid baggrund, som i det grønlandske flag, til grønlændere
- En g-nøgle er forbeholdt studenter med musik på højt niveau[3]
- En olympisk fakkel med de olympiske ringe i baggrunden til Team Danmark elever[kilde mangler]
- Et stiliseret atom med 3 elektroner, som er et populært alternativ blandt HTX-elever

Til 25-årsjubilæer kan man som emblem bestille og indsætte et dannebrogskors, en merkurstav eller et htx-symbol i ægte sølv.

## Leverandører
Oprindelig blev de danske studenterhuer fremstillet og leveret af firmaet Thrane, og i mere end 100 år eksisterede butikken Thranes Studenterhuer i Klareboderne i København, indtil den lukkede i 1974. Efterhånden blev den største leverandør af studenterhuer firmaet C.L. Seifert, der blev grundlagt i 1865. I 2011  førte konkurrencen om at levere huer til studenterne til, at tre konkurrerende virksomheder, Wiberg Scandinavia, ClassMate og ABC Gruppen, klagede til forbrugerombudsmanden over vildledende markedsføring fra C.L. Seiferts side. Det fik Seifert til at stramme op på sine forretningsmetoder.
Classmate ApS gik konkurs i 2012, og Wiberg Scandinavia Aps fusionerede med C.L. Seifert i 2018, men der er senere kommet andre aktører til, så der er en mindre håndfuld leverandører af de traditionsrige huer såsom YoungUnite ApS.
I 2024 blev det ved en rundspørge blandt studenter rapporteret, at langt de fleste havde brugt over 2000 kr på deres studenterhue.